# Евальд Аав
Ева́льд А́ав (ест. Evald Aav, 22 лютого (6 березня) 1900 , Ревель  — 21 березня 1939 , Таллінн ) — естонський композитор, хоровий диригент.

## Біографічні дані
Народився в місті Ревель, тепер Таллінн, Естонія. 1926 закінчив Талліннську консерваторію. Учень композитора Артура Каппа.

## Твори
Автор першої національної опери «Вікінги» (Vikerlased, 1928). Прем'єра відбулася 8 вересня 1928 року в театрі «Естонія».
Створив симфонічну поему «Життя» (1935).
Головний диригент професійних і народних хорів на Святі пісні в Таллінні (1938).